# Wesmaelius ulingensis
Wesmaelius ulingensis là một loài côn trùng trong họ Hemerobiidae thuộc bộ Neuroptera. Loài này được C.-k. Yang miêu tả năm 1980.